# Polylepis microphylla
Polylepis microphylla är en rosväxtart som först beskrevs av Hugh Algernon Weddell, och fick sitt nu gällande namn av Friedrich August Georg Bitter. Polylepis microphylla ingår i släktet Polylepis och familjen rosväxter. Inga underarter finns listade i Catalogue of Life.